# 黃宏憲

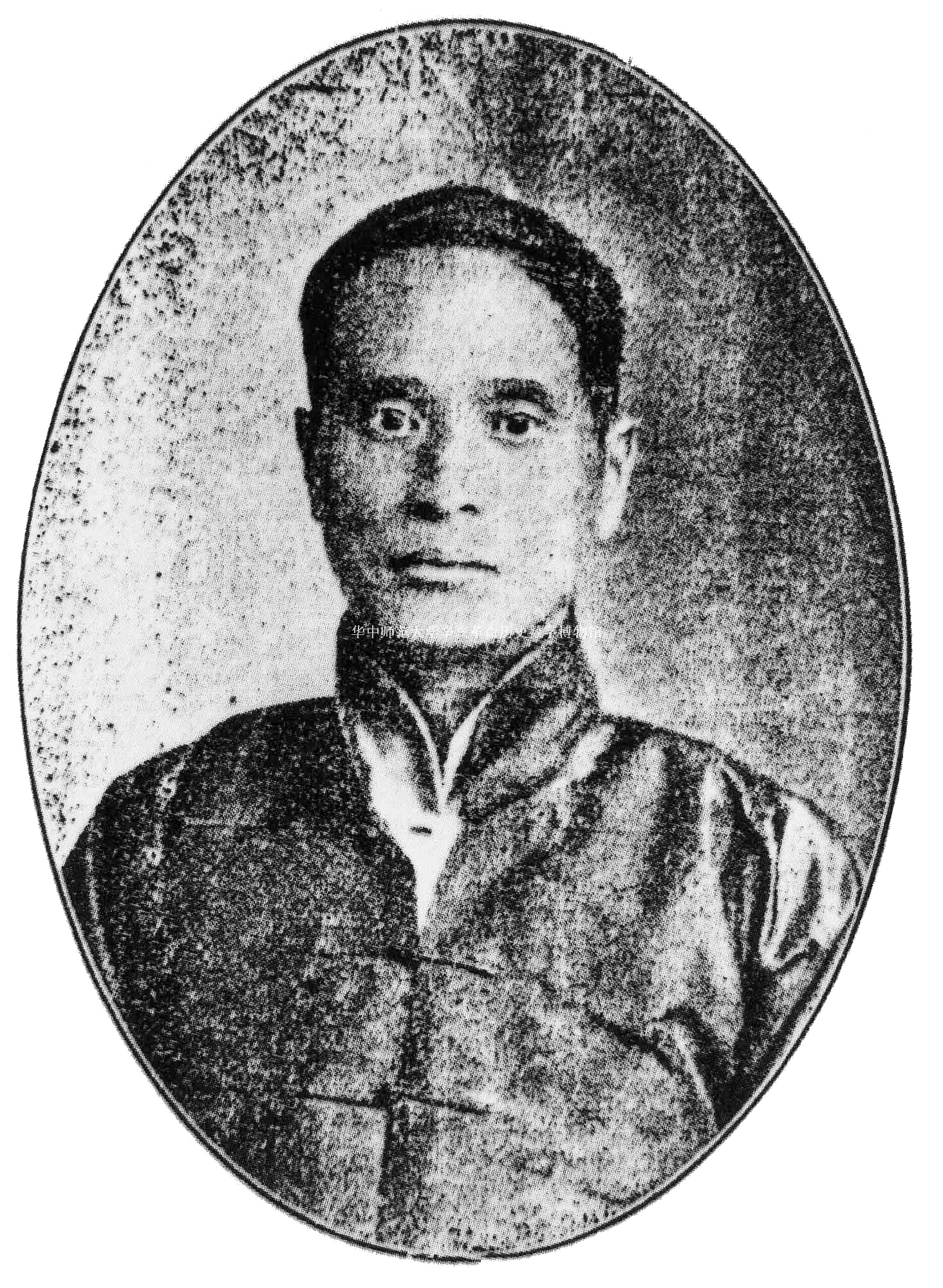

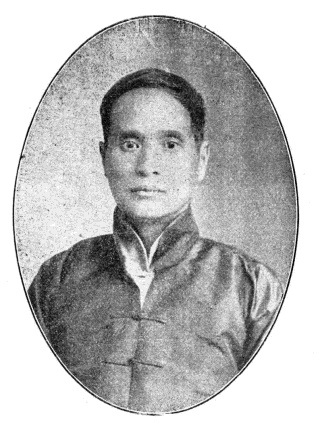
黃宏憲

黄宏宪（1872年—1917年）字用溥，广西容县人。中国民主革命家，中华民国政治人物。

## 生平
黄宏宪是清朝末年附生，毕业于桂林体用学堂。1904年，他任梧州国民学堂教务主任，其间结识胡汉民。1906年，他到上海中国公学担任训导主任，其间向马君武求教。此后他到日本考察，并加入中国同盟会。1909年，他当选广西谘议局常驻议员。1910年，他获补选为广西谘议局副议长。
1911年辛亥革命爆发后，他策动了辛亥广西独立。中华民国成立后，他于民国元年（1912年）当选为国会参议员。1917年8月，他应孙中山的号召，到广州参加非常国会。不久即病逝。